# Norvég korona
A norvég korona (norvégul: norsk krone, többesszáma norvégul: kroner) Norvégia jelenlegi hivatalos pénzneme, váltópénze az øre (többesszáma norvégül øre).

## Története
A korona 1875-ben lett Norvégia törvényes fizetőeszköze, miután csatlakozott a Skandináv Monetáris Unióhoz. Az uniót 1873-ban hozta létre Svédország és Dánia (ezekben az országokban a pénz neve krona, ill. krone), majd két évre rá csatlakozott hozzájuk Norvégia. Az unió első világháborút követő felbomlásakor mindhárom ország megtartotta az addig használt nevet az immár önálló pénznemeik számára.
A 10- és 20-koronás érméken az uralkodó arcképe látható, a 10-koronáson emellett az uralkodó jelmondata is (V. Harald esetében: Alt for Norge, azaz mindent Norvégiáért). Korábban az 1- és 5-koronásokon is az uralkodói arckép volt, újabban azonban stilizált uralkodói és nemzeti szimbólumok díszítik ezeket az érméket. Ezeken kívül még 50 ørés érme van forgalomban.
A norvég bankjegyek és érmék forgalombahozataláért a Norges Bank, a norvég központi bank felel.
2018. május 1-jén a norvég jegybank alelnöke, Jon Nicolaisen bejelentette, hogy Norvégia a világ első készpénz nélküli társadalmává vált. A teljes pénzmennyiség 3%-a volt ekkor készpénzben.

## Érmék
Az érméket 1875-ben vezették be. Kezdetben csak a 10 és az 50 Øre; az 1,10 és a 20 koronás volt forgalomban. 1875-1878 között került ki a teljes sorozat: 1, 2, 5, 10, 25 és az 50 Øre;1, 2, 10 és 20 koronás. Az 1,2 és az 5 Øre-s bronzból, a 10, 25 és 50 øre-s és az 1 és 2 koronás ezüstből, míg a 10 és 20 koronás aranyból készült. Az utolsó arany és ezüst érméket 1910-ben bocsátották ki. 1920-tól már csak rézből és nikkelből készült érméket gyártottak. A 2 koronás érmét 1917-ben vonták be. A második világháború és a német megszállás alatt az érméket cinkből öntötték ki. 1963-ban bemutatták az új 5 koronás érmét. Szintén ebben az évben gyártották le az utolsó 1 és 2 øre-s érméket. 1992-ben öntötték ki az utolsó 10 øre-s érmét. 1994 és 1998 között, egy új pénzverő technikát mutattak be miközben már csak az 50 øre-s az 1, 5, 10 és a 20 koronás - amit 1994-ben mutattak be - volt forgalomba. 2012. május 1-jén kivonták az 50 ørés érmét.
| Kép    | Kép    | Névérték  | Műszaki paraméterek | Műszaki paraméterek | Műszaki paraméterek | Műszaki paraméterek          | Leírás       | Leírás               | Leírás           | dátumok              | dátumok        |
| Előlap | Hátlap | Névérték  | Átmérő              | Vastagság           | Tömeg               | Összetétel                   | Perem        | Előlap               | Hátlap           | Kibocsátás           | visszavonás    |
| ------ | ------ | --------- | ------------------- | ------------------- | ------------------- | ---------------------------- | ------------ | -------------------- | ---------------- | -------------------- | -------------- |
|        |        | 50 øre    | 18,5 mm             | 1,7 mm              | 3,6 g               | 97% réz, 2,5% cink, 0,5% ón  | sima         | királyi korona       | animáció         | 1996. szeptember 16. | 2012. május 1. |
|        |        | 1 korona  | 21 mm               | 1,7 mm              | 4,35 g              | 75% réz, 25% nikkel          | sima, lyukas | V. Harald monogramja | szárnyas         | 1997. szeptember 15. | forgalomban    |
|        |        | 5 korona  | 26 mm               | 2 mm                | 7,85 g              | 75% réz, 25% nikkel          | lyukas       | Szt. Olav rendje     | animáció         | 1998. szeptember 15. | forgalomban    |
|        |        | 10 korona | 24 mm               | 2 mm                | 6,8 g               | 81% réz, 10% cink, 9% nikkel | bordázott    | V. Harald arcképe    | fatemplom teteje | 1995. szeptember 15. | forgalomban    |
|        |        | 20 korona | 27,5 mm             | 2,2 mm              | 9,9 g               | 81% réz, 10% cink, 9% nikkel | sima         | V. Harald arcképe    | viking hajó      | 1994. november 1.    | forgalomban    |

## Bankjegyek

### 1997-es sorozat
Az 50 koronást a De La Rue International Limited és Oberthur Technologies cégek készítik.
| Névérték    | Méret       | Szín   | Leírás                    | Leírás                       | Dátumok              | Dátumok           |
| Névérték    | Méret       | Szín   | Előlap                    | Hátlap                       | Kibocsátás           | Visszavonás       |
| ----------- | ----------- | ------ | ------------------------- | ---------------------------- | -------------------- | ----------------- |
| 50 korona   | 128 × 60 mm | zöld   | Peter Christen Asbjørnsen | Krogskoven-i nyári éjszaka   | 1997. január 20.     | 2019. október 18. |
| 100 korona  | 136 × 65 mm | piros  | Kirsten Flagstad          | Népszínház Oslóban           | 1997. szeptember 15. | 2019. október 18. |
| 200 korona  | 144 × 70 mm | kék    | Kristian Birkeland        | Sarki éjszaka stilizárt képe | 1994. november 1.    | 2019. október 18. |
| 500 korona  | 152 × 75 mm | barna  | Sigrid Undset             |                              | 1999. június 7.      | 2019. október 18. |
| 1000 korona | 160 × 80 mm | ibolya | Edvard Munch              | A Nap                        | 2001. június 19.     | 2019. október 18. |

### 2017-es sorozat
Az új bankjegysorozat keretében 2017-ben bocsátották ki az új 100 és 200 koronás bankjegyeket.
| Névérték    | Méret       | Szín         | Leírás                                                                                          | Leírás                                                                                             | Dátumok            | Dátumok     |
| Névérték    | Méret       | Szín         | Előlap                                                                                          | Hátlap                                                                                             | Kibocsátás         | Visszavonás |
| ----------- | ----------- | ------------ | ----------------------------------------------------------------------------------------------- | -------------------------------------------------------------------------------------------------- | ------------------ | ----------- |
| 50 korona   | 126 x 70 mm | zöld         | sirály repülés közben; Utvær világítótorony Sogn og Fjordane-ban, Norvégia legnyugatibb pontján | norvég szöveg; világítótorony a horizonton, világítótornyok osztályozását bemutató hajózási térkép | 2018. október 18.  | forgalomban |
| 100 korona  | 133 x 70 mm | barna        | a Gokstad hajó, háttérben hajótervrajz                                                          | teherhajó a tengeri horizonton, Orion csillagkép                                                   | 2017. május 30.    | forgalomban |
| 200 korona  | 140 x 70 mm | kék          | atlanti tőkehal                                                                                 | halászhajó a horizonton                                                                            | 2017. május 30.    | forgalomban |
| 500 korona  | 147 x 70 mm | narancssárga | Colin Archer mentőhajója, az RS 14 "Stavanger", az atlanti puffin                               | norvég szöveg; olajfinomító-torony a horizonton, Északi-tengeri gázvezeték-hálózat                 | 2018. október 18.  | forgalomban |
| 1000 korona | 154 x 70 mm | lila         | hullám a nyílt tengeren                                                                         | nyílt tenger homályosan jelenik meg a horizonton, vízmolekula                                      | 2019. november 14. | forgalomban |

## Történelmi árfolyamok
Az alábbi táblázatban néhány történelmi árfolyam van, amelyben 1 korona értéke van megadva forintban.
| Dátum             | Árfolyam (Ft)          |
| ----------------- | ---------------------- |
| 1949. január 3.   | 02,36                  |
| 1950. március 1.  | 01,64 (legalacsonyabb) |
| 1955. március 1.  | 01,64                  |
| 1960. január 1.   | 01,64                  |
| 1965. január 1.   | 01,64                  |
| 1969. október 27. | 04,20                  |
| 1975. január 1.   | 03,99                  |
| 1980. január 1.   | 06,81                  |
| 1985. január 3.   | 05,61                  |
| 1990. január 1.   | 09,47                  |
| 1994. január 3.   | 13,53                  |
| 1998. január 5.   | 27,73                  |
| 2002. január 2.   | 30,54                  |
| 2006. január 2.   | 31,66                  |
| 2010. január 4.   | 32,60                  |
| 2012. január 5.   | 41,89 (legmagasabb)    |
| 2014. január 2.   | 35,40                  |
| 2025. január 9.   | 35,19                  |

2014 decemberére a norvég korona árfolyama az euróval szemben hatéves mélypontra került. 2014 októbere és decembere között az árfolyam 13 százalékot esett, elsősorban a kőolaj világpiaci árának zuhanása miatt.